# 奧羅拉 (安大略省)
奥罗拉（英語：Aurora）是一個位于加拿大安大略省約克區的小城镇，離多倫多以北約20公里。周围环境很美，是一片山谷地区，居住环境好。奧羅拉西臨市（King City），北接紐馬克特（Newmarket），東鄰（Whitchurch-Stouffville），南邊則與列治文山（Richmond Hill）為鄰。據2016加拿大人口普查所示，奧羅拉有55,445名居民，較2011年上升4.2%。2018年，奧羅拉最新人口普查數據顯示有62,119名居民。

## 歷史

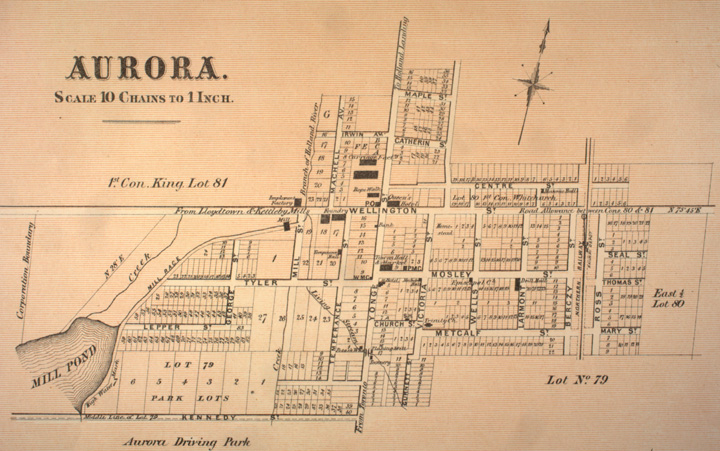
1878年奧羅拉地圖

首任上加拿大副總督閃高（John Graves Simcoe）於1793年頒令興建連接約克鎮（今多倫多市）和荷蘭登陸地（Holland Landing）的道路（即今央街, Yonge Street），工程並於1794年至1796年間陸續完成，為奧羅拉日後的發展奠定先基。到殖民地政府劃定鄉界時，現奧羅拉鎮的西部被劃入金鄉，東部則被劃入懷特徹奇鄉，兩者以央街為界，而該帶的首批地契於1797年獲批。商人理查·馬切爾為首批在央街夾威靈頓街開設商鋪的東主之一，該帶初期亦因此以他命名為馬切爾角落（Machell's Corners）。
安大略、閃高與曉倫聯合鐵路（Ontario, Simcoe and Huron Union Railroad）於1853年開通至奧羅拉，刺激了該帶的發展。該帶於1854年開始被稱為奧羅拉，到1863年正式設村，再於1888年改設鎮並維持至今。

## 教育
奧羅拉鎮内的公共教育由以下機構提供：
- 約克區教育局：在鎮内營運兩間英語世俗中學和數間英語世俗小學
- 約克天主教教育局：在鎮内營運兩間英語天主教中學和數間英語天主教小學
- 我的未來天主教教育局（Conseil scolaire catholique MonAvenir）：在鎮内營運一間法語天主教中學和一間法語天主教小學

此外，鎮内還有一間私立男校－圣安德烈学院。

## 交通
大多倫多地區内數條南北向要道皆貫通奧羅拉，當中包括巴佛士街、央街、灣景路、里斯利街和404號公路，而威靈頓街則是鎮内的主要東西向道路。
奧羅拉公車局從1973年到1999年為奧羅拉提供有限度的巴士服務。該機構的服務於1999年併入紐馬克公車局，而後者再於2001年與旺市、萬錦和列治文山各市鎮的公車局合併成約克區公車局。奧羅拉鎮内的巴士服務現時由約克區公車局提供，而該機構旗下的Viva快速公車藍綫現時亦沿央街服務奧羅拉。
此外，GO通勤鐵路旗下的巴里綫亦設奧羅拉站，於工作日提供四班南行往多倫多的晨早列車和四班從多倫多北行的黃昏列車。

## 外部連結
- 维基共享资源上的相關多媒體資源：奧羅拉
- 奧羅拉鎮官方網頁 （页面存档备份，存于）